# Liste von Wüsten
Dies ist eine Zusammenstellung der Listen von Wüsten, sortiert nach den Kontinenten.
- Liste von Wüsten in Afrika
- Liste von Wüsten in Asien
- Liste von Wüsten in Australien und Ozeanien
- Liste von Wüsten in Nordamerika
- Liste von Wüsten in Südamerika

Zudem sind noch die Kältewüsten Antarktika und Arktis an den Polarregionen hinzuzuzählen.
- Karte mit allen verlinkten Seiten:
- OSM |
- WikiMap